# Chasteaux
Chasteaux – miejscowość i gmina we Francji, w regionie Nowa Akwitania, w departamencie Corrèze.
Według danych na rok 1990 gminę zamieszkiwało 455 osób, a gęstość zaludnienia wynosiła 24 osoby/km² (wśród 747 gmin Limousin Chasteaux plasuje się na 269. miejscu pod względem liczby ludności, natomiast pod względem powierzchni na miejscu 365.).

## Populacja

Populacja Chasteaux w latach 1962–2008